# Leptocaris ryukyuensis
Leptocaris ryukyuensis is een eenoogkreeftjessoort uit de familie van de Darcythompsoniidae. De wetenschappelijke naam van de soort is voor het eerst geldig gepubliceerd in 2012 door Song, Dahms & Khim.